# 塩田紀和
塩田 紀和（しおた のりかず、1913年〈大正2年〉 - 没年不詳）は、日本の国語学者。
1938年東北帝国大学文学部国文科卒、1941年東京帝国大学大学院修了、聖学院中学校教諭、府立武蔵高等女学校教諭、文部省国語課専門員、星美学園短期大学教授、東京キリスト教短期大学教授。

## 編著書
- 『ことばと文字の歴史 みつばち文庫 (4)』志村書店、1947
- 『通信の話 社会科叢書 2ねん』革新社、1947
- 『小学漢字学習辞典』編 東京堂、1954
- 『小学国語辞典』編 東京堂、1955
- 『当用漢字・現代かなづかい用語用字便覧』編 東都書房、1957
- 『ことばの本質と国語教育の方法』東京堂、1958
- 『話しあいと説得の技術』東京堂、1962
- 『比較宗教学 東洋および日本の宗教思想』くろしお出版、1969
- 『日本の文字とことば』国土新書、1970
- 『日本の言語政策の研究』くろしお出版、1973
- 『諸国語の混乱と統一』くろしお出版 、1977

### 共編
- 『反対語辞典』中村一男共編 東京堂、1957
- 『公文書の用字用語』津村卓男共編 官界新報社、1957
- 『例解文章ハンドブック』平山城児、野元菊雄、三沢仁共編著、帝国地方行政学会、1973、のちぎょうせい
- 『ことばの知識』浮田昇一、松田喜好共著、笠間書院　笠間選書、1978

## 参考
- 『諸国語の混乱と統一』著者紹介